# Bellyas Riddim
Der Bellyas Riddim ist ein Dancehall-Riddim. Produziert wurde er im Jahr 1999 von dem Jamaikaner Lloyd "King Jammy" James und der jamaikanischen Dancehall-Formation Ward 21, die auch zwei Songs auf dem Riddim veröffentlicht haben. Einen dritten haben sie zusammen mit Wayne Marshall veröffentlicht. Die ersten Songs erschienen im selben Jahr auf dem Label Mentally Disturbed. 2000 veröffentlichte Greensleeves Records mit dem Album Greensleeves Rhythm Album#1: Bellyas das erste Album seiner bekannten Reihe Greensleeves Rhythm Album. Auf dem Riddim haben viele bekannte Musiker der Dancehall-Szene einen Song veröffentlicht u. a. Capleton, Lady Saw und Red Rat.

## Beschreibung
Das Instrumental hält sich minimal. Eingeleitet wird der Riddim von der später dominierenden hochgepitchten Bassline begleitet von einem Intro, gespielt von einer Elektronischen Orgel. Die aus dem Intro stammende Bassline gibt während des Verlaufs des Riddims den Takt an. Begleitet wird sie von einer simpel wirkenden jedoch dominierenden beatartigen Melodie aus Tönen einer TB-303. Diese wird von einer weiteren Melodie aus verschiedenen, elektronisch wirkenden Geigen und der elektronischen Orgel aus dem Intro begleitet. In regelmäßigen Abständen erfolgt ein Stimmsample, der Bellyas von sich gibt. Der Sample wird von einem Mitglied der Formation Ward 21 beigesteuert. In den verschiedenen Versionen der Künstler kommen oft zusätzliche Instrumente und Melodien zum Einsatz.

## Künstler/Lied
| Interpret                          | Titel                       | Jahr |
| ---------------------------------- | --------------------------- | ---- |
| Lloyd "King Jammy" James + Ward 21 | Bellyas Riddim Instrumental | 1999 |
| Alozade                            | Prowler                     | 1999 |
| Anthony B.                         | See It Deh                  | 1999 |
| Beenie Man                         | Heights Of Great Man        | 1999 |
| Beenie Man & Angel Doolas          | Skettel Tune                | 1999 |
| Beenie Man & Silver Cat            | So Nice                     | 1999 |
| Bushman & I Lue                    | Live Up                     | 1999 |
| Capleton                           | Who Dem?                    | 1999 |
| Chuck Fender                       | Lift It Up                  | 1999 |
| Devonte & Tanto Metro              | Wi Like It                  | 1999 |
| Elephant Man                       | Watchie Pum                 | 1999 |
| Elephant Man, Kiprich & Lexxus     | Ghetto Youths               | 1999 |
| Frisco Kid                         | Wash Pan                    | 1999 |
| Goofy                              | Naah Heng Out               | 1999 |
| Gowdie Ranks                       | Rastaman A Chant            | 2000 |
| Harry Toddler                      | You Know                    | 1999 |
| Hawkeye                            | Mix Up Time                 | 1999 |
| Jack-A-Diamond                     | Tight It Tight              | 1999 |
| Keke Flint                         | HTB                         | 1999 |
| Kiprich                            | Naah Go Switch              | 1999 |
| Lady Saw                           | No Bellyas                  | 1999 |
| Lexxus                             | Halla Halla                 | 1999 |
| Lovindeer                          | Two Foot Puss               | 1999 |
| Mad Cobra                          | Corrupt                     | 1999 |
| Madd Anju                          | Dat Nuh Mek It              | 1999 |
| Mega Banton                        | Tight Pants                 | 1999 |
| Merciless                          | Who Mi Hear                 | 1999 |
| Mr. Vegas                          | Two Minute More             | 1999 |
| Red Rat                            | Di Bishop                   | 1999 |
| Red Rat                            | Skin-A-Slap                 | 1999 |
| Spragga Benz                       | Praise                      | 1999 |
| Ward 21                            | Model & Pose                | 1999 |
| Ward 21                            | Ward 21 Interlude           | 1999 |
| Ward 21 & Wayne Marshall           | Melody Of War               | 1999 |
| Wayne Marshall                     | Realize                     | 1999 |